# Sea Energy
Die Sea Energy ist ein auch als Hubkranschiff oder Konstruktionsschiff sowie Offshore-Montageschiff bezeichnetes Errichterschiff für Windkraftanlagen, das zum Bau von Offshore-Windparks eingesetzt wird.

## Geschichte
Die Sea Energy ist ein Errichterschiff für den Bau von Offshore-Windkraftanlagen. Sie gehört dem Unternehmen A2SEA in Fredericia, Dänemark, an dem Siemens mit 49 % beteiligt ist. Das Schiff fährt unter dänischer Flagge mit Heimathafen Esbjerg.
Gebaut wurde die Sea Energy als Frachtschiff mit der Baunummer 172 auf der Oerskov’s Staalskibsvaerft A/S im dänischen Frederikshavn. Die Kiellegung des Schiffes, das als Ocean Ady in Dienst gestellt wurde, erfolgte am 3. Oktober, der Stapellauf am 17. November 1989. Die Fertigstellung folgte am 20. April 1990. 
Das Schiff wurde Anfang 2002 zu einem Errichterschiff umgebaut. 2006 erfolgte die Umbenennung zu Sea Energy.

## Daten des Schiffs
Das knapp 92 m lange und 22 m breite Schiff verfügt bei einem Tiefgang von maximal 4,25 m über eine Tragfähigkeit von 2386 t. Es verfügt über vier Stützbeine für den Einsatz in Wassertiefen bis 24 m. Der Hauptkran hebt 110 t bei 20 m Auslage. Ein zweiter, kleinerer Hilfskran kann bis zu 27 t heben.
Die Tanks sind für 2100 m³ Ballastwasser und 405 m³ Brennstoff ausgelegt.
Der Antrieb des Schiffes erfolgt durch zwei Sechszylinder-Viertaktdiesel von MaK (6 M 332 C) mit einer Leistung von jeweils 1200 kW. Sie wirken über Getriebe (885/225/min) auf je einen Verstellpropeller und verleihen dem Schiff eine Geschwindigkeit von rund 14 kn. Die elektrische Energieerzeugung für das Bordnetz erfolgt über zwei Wellengeneratoren mit je 940 kVA und einen Hilfsdiesel mit 175 kVA.

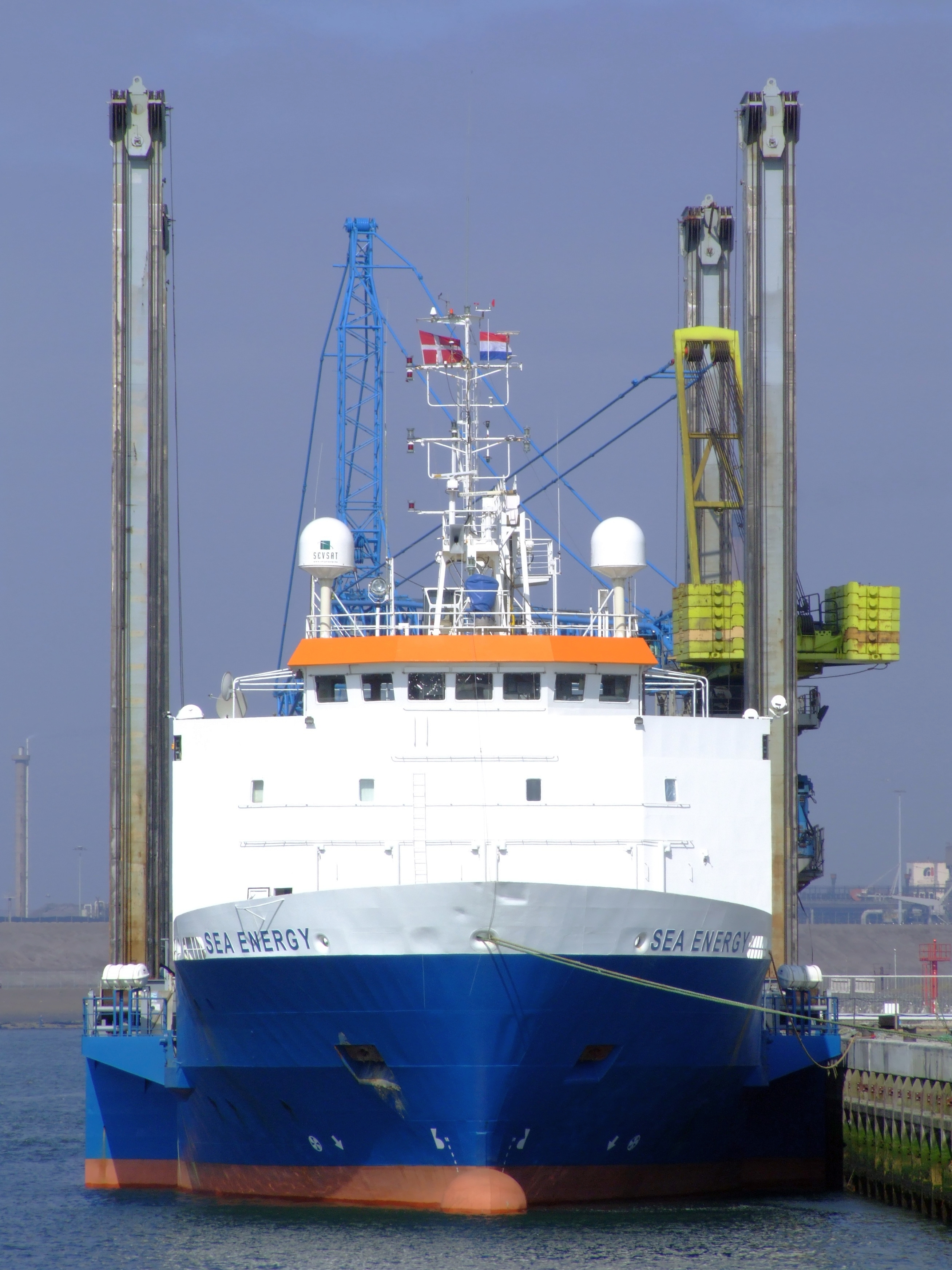
Die Sea Energy 2007 in Amsterdam
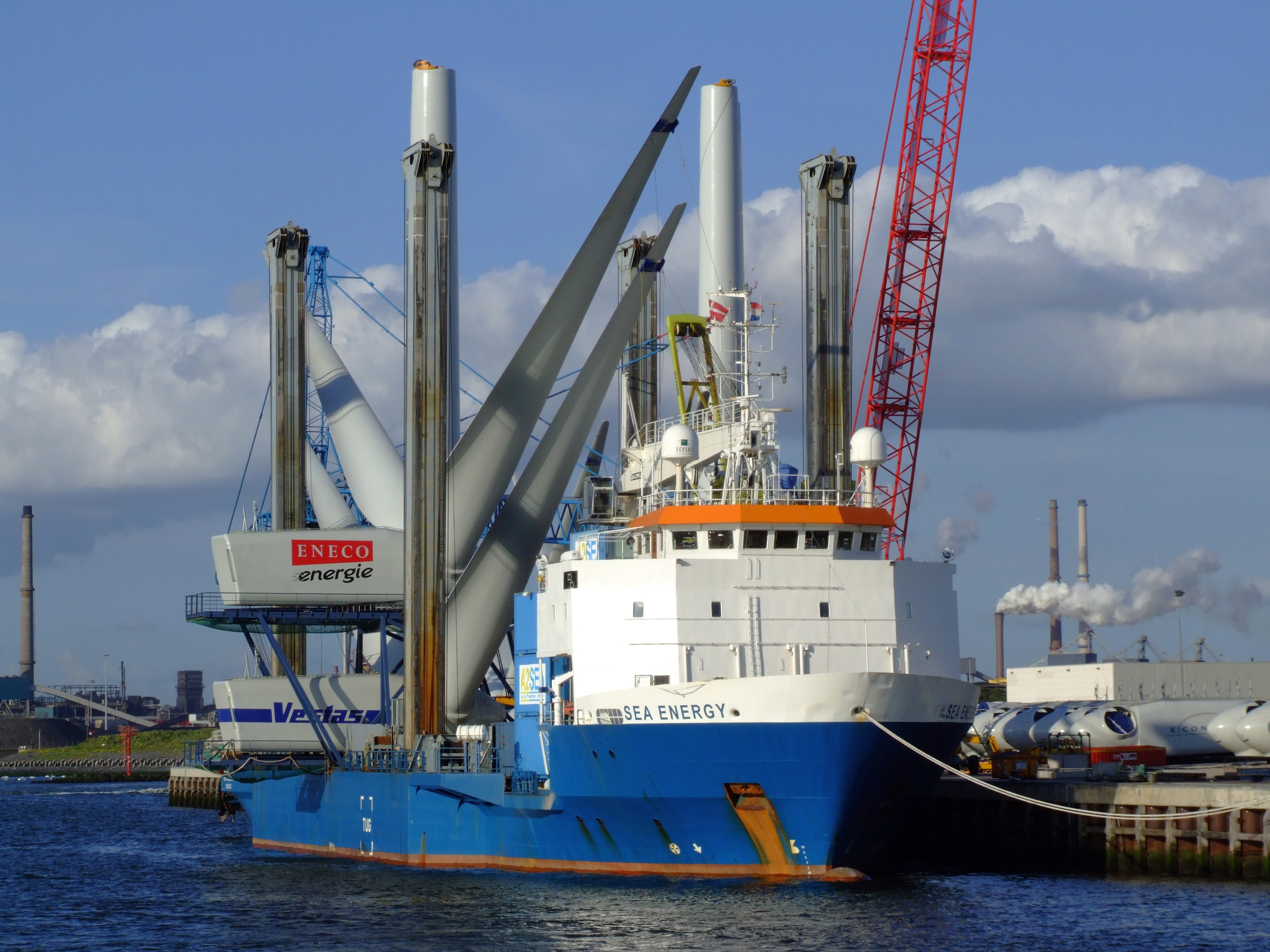
2007, die Sea Energy beladen in Amsterdam
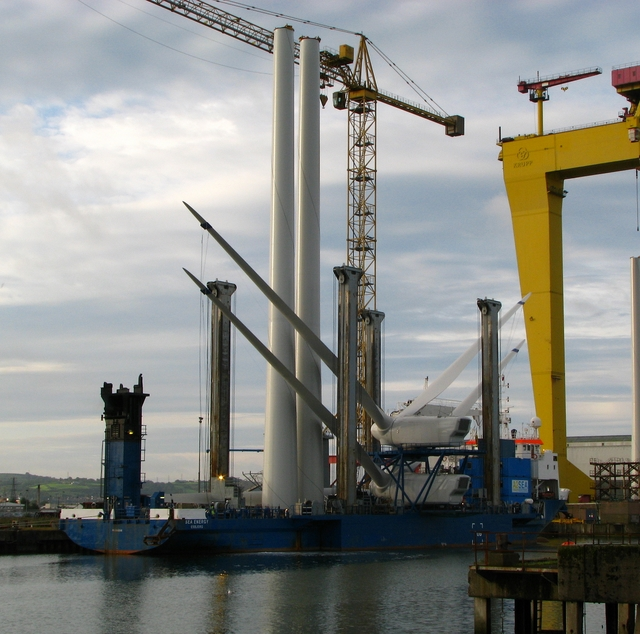
Sea Energy 2008 in Belfast
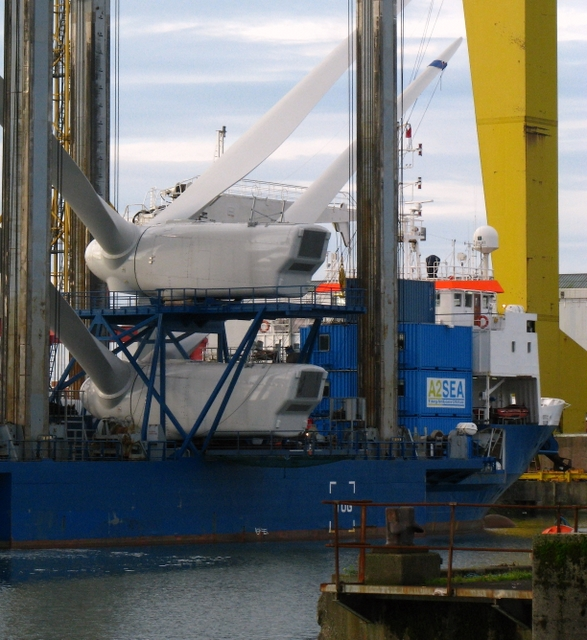
2008, die Sea Energy mit Gondeln beladen in Belfast
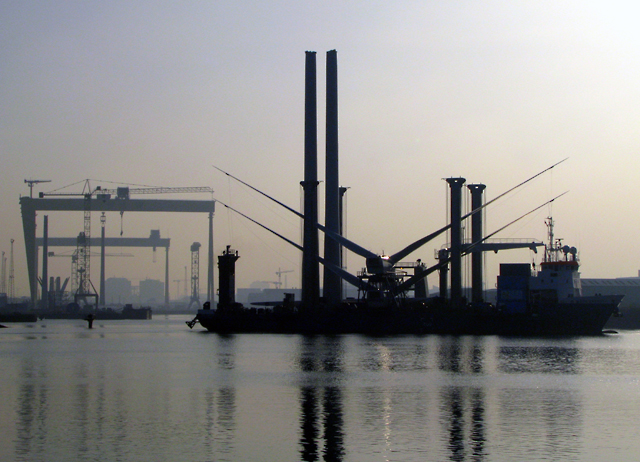
Sea Energy 2009 in Belfast